# 3000 Leagues in Search of Mother
Haha wo Tazunete Sanzen Ri (яп. 母をたずねて三千里 Хаха о Тадзунэтэ сандзэнри, букв. «Три тысячи ри в поисках матери») — аниме-сериал, созданный на студии Nippon Animation и выпущенный в 1976 году. Его режиссёр — Исао Такахата, под руководством которого был также снят одноимённый полнометражный анимационный фильм в 1980 году. Работавший над аниме Хаяо Миядзаки посещал Италию и Аргентину с целью воссоздания пейзажей.
В основе сюжета лежит одна из частей повести Эдмондо де Амичиса «Сердце» под названием «Из Апеннин в Анды» (аналогичное название первоначально получил и аниме-сериал). «3000 лиг в поисках матери» является частью серии «Театр мировых шедевров». Сериал был переведён на несколько языков. Он пользовался успехом в Португалии, Бразилии, Испании, Колумбии, Чили, Турции, Израиле, странах арабского мира.

## Сюжет
Действие происходит в конце XIX века. Мальчик по имени Марко живёт со своей семьёй в порту города Генуя (Италия). Его отец, Пьетро Росси, — врач, который всё своё время посвящает лечению бедных пациентов, поэтому семья испытывает финансовые трудности. Мать Марко, Анна Росси, отправляется в Аргентину, где нанимается на работу служанкой. Через некоторое время от неё перестают приходить письма, а когда переписка возобновляется Марко узнаёт, что мать больна. Так как отец слишком занят в больнице, а старший брат, Тонио, в Милане учится на машиниста локомотива, Марко сам отправляется на поиски матери.
Он берёт с собой Амедео, обезьянку старшего брата. Вместе они проникают на борт судна «Фольгоре», плывущего в Рио-де-Жанейро. Их ловят как безбилетников, однако отец соглашается отпустить Марко в Аргентину, а команда «Фольгоре» соглашается доставить его в Рио и отправить оттуда в Буэнос-Айрес. В Рио Марко садится на корабль иммигрантов и, наконец, прибывает в Буэнос-Айрес, где он узнаёт что семья, где работала его мать, уехала, что она у них больше не работала, что его дядя также пропал, а у него самого украли все деньги. Вскоре он встречает своих друзей - кукловода по-имени Пеппино и его семью, которых он знал в Генуе. Они вместе отправляются в Баия-Бланка, чтобы попытаться найти там его мать и дядю.
В Баия-Бланке он встречает таинственного человека по-имени Марсель, который оказывается его дядей – после того, как его бизнес прогорел, он стал воровать деньги из писем Анны, которые та отправляла домой через него. Испытывая чувство вины, дядя отдаёт Марко одно из писем матери, в котором указан её новый адрес и отправляет мальчика обратно в Буэнос-Айрес, где тот обнаруживает что семья Мекинез вместе с его матерью переехала в Кордову. Благодаря письму от своего дяди, Марко попадает на парусное судно, следующее в Росарио, откуда он должен добраться на поезде до Кордовы. С помощью итальянских друзей Марко собирает достаточно денег и покупает билет до Кордовы. В Кордове он обнаруживает что семья Мекинез снова переехала, в результате Марко остаётся один в чужом городе. Он встречает Пабло, индейского мальчика, который живёт в бедном районе Кордовы вместе со своим дедом и младшей сестрой Хуаной. Пабло приглашает Марко остаться у них и помогает ему найти господина Мекинеза. Мекинез рассказывает Марко, что его мать работает у его брата в Тукумане и даёт ему достаточно денег на билет на поезд. Но Хуана заболевает и Марко отдаёт все деньги врачу, чтобы спасти жизнь бедной девочке. Марко пробирается на поезд "зайцем", но он попадается  и его ссаживают с поезда в середине пути. Его спасает группа погонщиков быков, с ними он преодолевает половину пути до Тукумана, а дальше едет на старом осле, которого ему подарили погонщики.
Спустя несколько дней осёл умирает, и Марко продолжает путь в Тукуман пешком. По пути у него рвутся ботинки и он разбивает ногу, но он всё же добирается до Тукумана. Там он находит дом Мекинезов и наконец встречает свою мать, которая серьёзно больна и нуждается в операции, но из-за слабости и отчаяния она отказывалась от операции, однако увидев Марко, она снова счастлива, к ней возвращаются силы и она соглашается операцию.
В конце сериала, Марко и его мать возвращаются в Геную, где семья воссоединяется.

## Персонажи
Марко Росси (яп. マルコ・ロッシ Маруко Росси) — главный герой этой истории. 9 лет. Здоровый и трудолюбивый, но упрямый мальчик. Когда письма от его матери перестают приходить, он решает поехать в Аргентину и забрать её домой. Чтобы накопить денег на билет в Аргентину, он начинает работать после школы. 
Анна Росси (яп. アンナ・ロッシ Анна Росси) — мать Марко. 38 лет. Уехала работать в Аргентину, чтобы вернуть долги своего мужа Пьетро.
Пьетро Росси (яп. ピエトロ・ロッシ Пиэторо Росси) — отец Марко, доктор в Генуе.  45 лет. Открыл клинику, куда могут бесплатно обращаться бедные люди, но из-за долгов был вынужден отправить Анну работать в Аргентину.
Антонио (Тонио) Росси (яп. トニオ・ロッシ Тонио Росси) — старший брат Марко, учится на инженера в железнодорожном колледже.
Амедео (яп. アメデオ Амэдэо) — обезьянка. Питомец Тонио, который отправляется в путь вместе с Марко.
Пеппино (яп. ペッピーノ Пэппи:но) — владелец кукольного театра, его настоящее имя Джузеппе, фамилия неизвестна. Отец Кончетты, Фиорины и Джульетты.
Кончетта (яп. コンチエッタ Контиэтта) – Старшая дочь Пеппино. Красивая девушка, играет в кукольном театре своего отца, а также поёт и танцует. С тех пор как их мать сбежала, Кончетта заменяет её. 
Фиорина (яп. フィオリーナ Фиори:на) – Вторая дочь Пеппино. Тихая и неуверенная в себе девочка. У неё никогда не было друзей, но после того, как она встретила Марко, она постепенно поверила в себя. Сначала она лишь играла на тарелках и собирала деньги у зрителей, однако потом начала участвовать в кукольных представлениях своего отца.
Джульетта (яп. ジュリエッタ Дзюриэтта) – Третья дочь Пеппино, ещё совсем маленькая и не умеет говорить. Любит играть с Амедео.
Эмилио (яп. エミリオ Эмирио) — лучший друг Марко в Генуе. Учится в том же классе, что и Марко, но на три года старше. Работает, чтобы зарабатывать на жизнь, часто прогуливает в школу. 
Джина Кристини (яп. ジーナ・クリスティーニ Дзи:на Курисути:ни) —  женщина, которая занимается сбором и распространением почты в судоходной компании, первый работодатель Марко. Её муж был капитаном корабля, но погиб, когда ему был всего 31 год. Всегда беспокоится за Марко и ищет работу для него.
Господин Джиротти (яп. ジロッティー Дзиротти:) — Продавец бутылок, второй работодатель Марко.
Рокки (яп. ロッキー Рокки) — Матрос с корабля "Фольгоре". Он бразилец и плавает по всему миру.
Леонардо (яп. レオナルド Рэонарудо) — Кок с "Фольгоре". Был тронут желанием Марко поехать в Аргентину, чтобы найти свою мать и позволил ему остаться на корабле и отправиться с ними в Рио-де-Жанейро.
Федерико (яп. フェデリコ Фэдэрико) — Старик, который познакомился с Марко на корабле по пути из Рио-де-Жанейро в Буэнос-Айрес. Позже снова встретил Марко в Росарио и помог ему добраться до Кордовы.
Франческо Мерелли (яп. フランシスコ・メレッリ Фурансисуко Мэрэрри) — Двоюродный брат Пьетро, доверенное лицо Анны в Аргентине. Когда Франческо потерпел неудачу в своём бизнесе, он начал воровать письма Анны и забирать деньги из них, также скрывать от неё письма из Генуи, после чего сбежал из Буэнос-Айреса в Баия-Бланку, где представлялся испанцем Марселем Эстелоном.
Пабло Гарсия (яп. パブロ・ガルシア Пабуро Гарусиа) — индейский мальчик, живущий в бедном районе Кордовы. При первой встрече подрался с Марко, но после они стали друзьями. Он пригласил Марко к себе жить, когда тот остался один и без денег в Кордове.
Хуана Гарсия (яп. フアナ・ガルシア Фуана Гарусиа) — Младшая сестра Пабло. Маленькая и слабая, из-за чего болеет. Заботится о кукле по-имени Чикитита (Chiquitita, с исп. — «маленькая девочка»).

## Саундтреки
Композитор — Коити Саката.
- Открывающая музыкальная композиция — Sogen не Marco (Прерии Марко), исполняет Кумико Осуги.
- Закрывающая музыкальная композиция — Kaasan Ohayou (Доброе утро мама), исполняет Кумико Осуги.